# Callaway (Florida)
Callaway város az USA Florida államában Bay megyében. Lakosainak száma 13 045 fő (2020. április 1.).

## Népesség
A település népességének változása:

| 2010 | 14 405 |
| 2020 | 13 045 |